# Izydora Hermanowska
Izydora Joanna Hermanowska (ur. 2 stycznia 1892, zm. 22 grudnia 1977 w Sanoku) – polska nauczycielka.

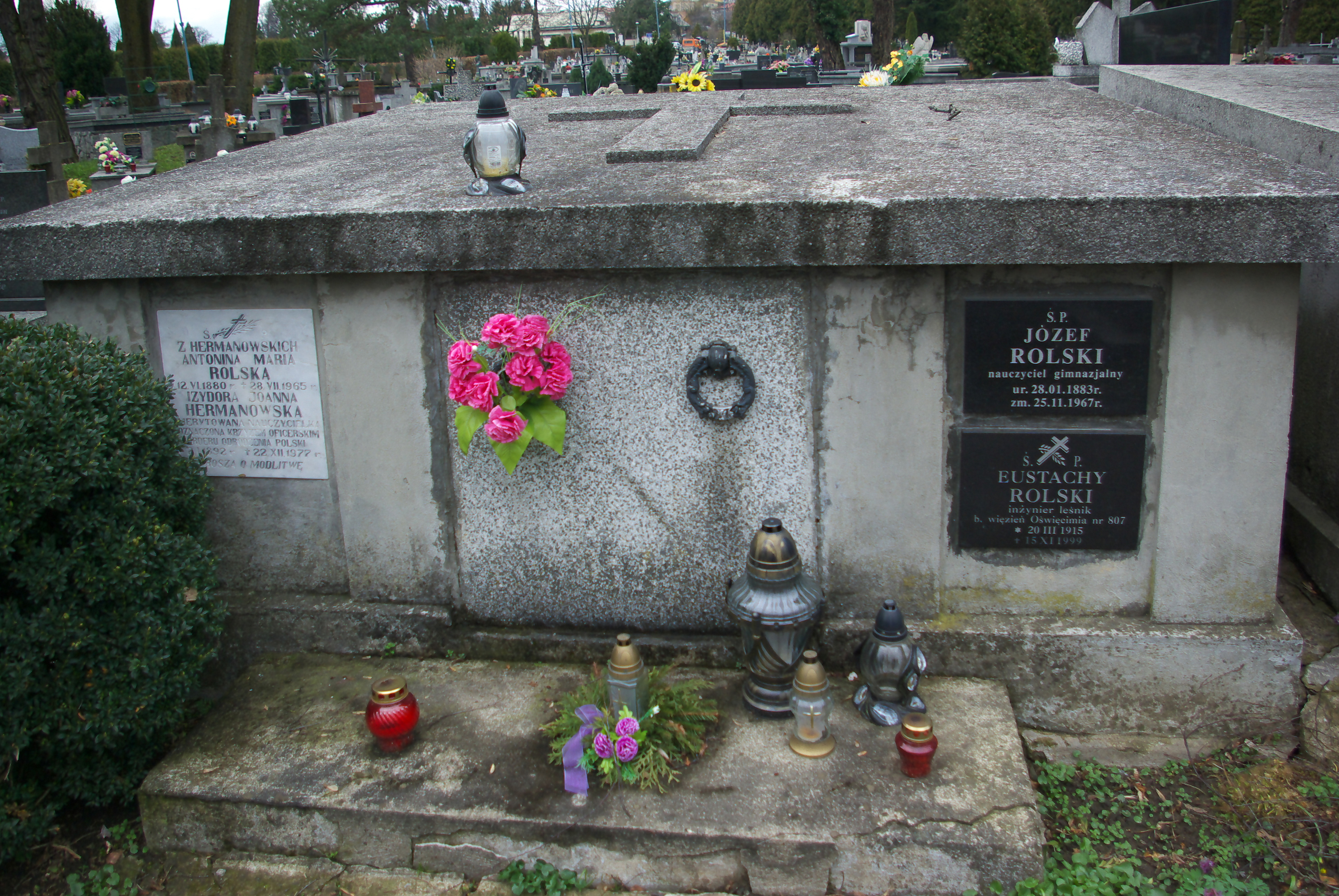
Grobowiec rodzin Hermanowskich i Rolskich w Sanoku

## Życiorys
Córka Dionizego i Eleonory z domu Gromadka. Jej rodzeństwem byli: Ksenofont (-1946), Dionizy, Olga i Antonina (1880-1965, żona nauczyciela Józefa Rolskiego). 
W 1911 zdała egzamin dojrzałości w Liceum im. Królowej Jadwigi we Lwowie. Została nauczycielką. W latach 20. II Rzeczypospolitej pracowała w siedmioklasowej szkole powszechnej męskiej w Wolance (ówczesny powiat drohobycki). W 1930 została mianowana kierowniczką trzyklasowej szkoły w Kropiwniku Nowym.
Po zakończeniu II wojny światowej we wrześniu 1945 zgłosiła się do pracy w Szkole Powszechnej w Kluczborku, od marca 1946 była w niej nauczycielką języka polskiego, historii i prowadziła bibliotekę powiatową, odeszła ze szkoły 15 lutego 1947.
Została odznaczona Krzyżem Oficerskim Orderu Odrodzenia Polski.
Do końca życia zamieszkiwała w Sanoku przy ul. Świerczewskiego 5. Zmarła 22 grudnia 1977. Została pochowana w grobowcu rodziny Rolskich na cmentarzu przy ul. Jana Matejki w Sanoku.